# 中部州 (スリランカ)
中部州（ちゅうぶしゅう、シンハラ語: මධ්‍යම පළාත、タミル語: மத்திய மாகாணம்、英語: Central Province）は、スリランカのセイロン中央山脈に位置する州。仏教の聖地キャンディと、ヌワラ・エリヤはこの州にある。
コーヒーのプランテーションが大規模な病気で壊滅してから、1860年代にイギリス人によって植えられた紅茶（セイロンティー）を多く産出している。州都はキャンディ。

## 地理
中部州の面積は5,674 km²、人口は2,556,774人である。州内にはキャンディ（125,351人）やマータレー（40,859人）といった大きな町が存在する。州域は北で北中部州、北西で北西部州、西から南でサバラガムワ州、南東でウバ州、東で東部州と接する。

### 行政区画
中部州は3つの県から構成される。
| 県               | 県都           | 面積 (km²) | 人口      |
| ---------------- | -------------- | ---------- | --------- |
| キャンディ県     | キャンディ     | 1,940      | 1,368,216 |
| マータレー県     | マータレー     | 1,993      | 482,348   |
| ヌワラ・エリヤ県 | ヌワラ・エリヤ | 1,741      | 706,210   |

### 主要な都市及び町

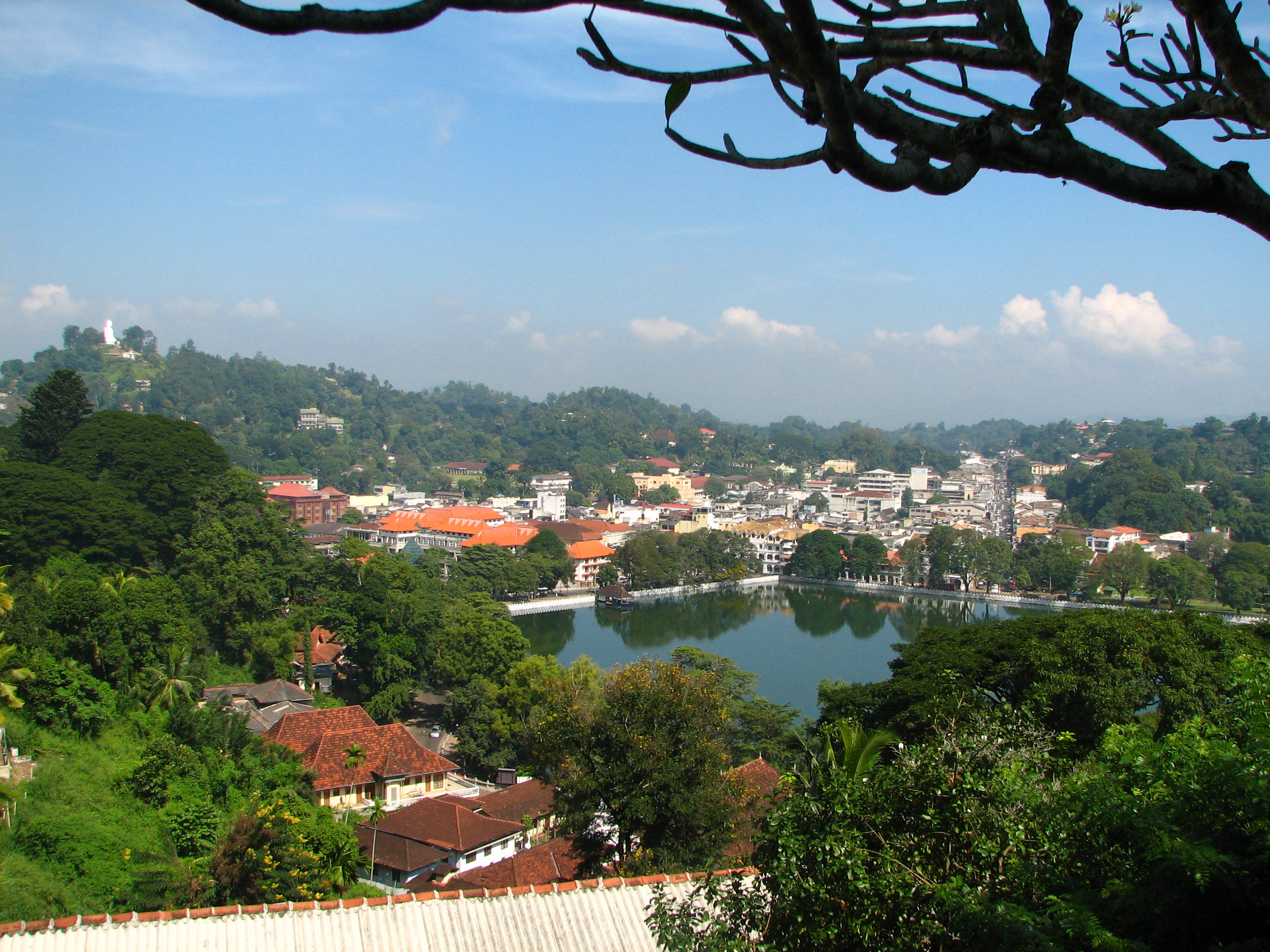
キャンディ

| 順位       | 都市／町       | 県               | 人口    | 順位 | 都市／町         | 県               | 人口   |
| ---------- | -------------- | ---------------- | ------- | ---- | ---------------- | ---------------- | ------ |
| 1          | キャンディ     | キャンディ県     | 125,351 | 7    | ナワラピティヤ   | キャンディ県     | 15,415 |
| 2          | ダンブッラ     | マータレー県     | 68,821  | 8    | タラワケレ       | ヌワラ・エリヤ県 | 4,087  |
| 3          | マータレー     | マータレー県     | 40,859  | 9    | ハリスパットゥワ | キャンディ県     | 1,744  |
| 4          | ガンポラ       | キャンディ県     | 27,659  | 10   | カドゥガンナワ   | キャンディ県     | 1,384  |
| 5          | ヌワラ・エリヤ | ヌワラ・エリヤ県 | 27,326  | 11   | シーギリヤ       | マータレー県     | 1,098  |
| 6          | ハットン       | ヌワラ・エリヤ県 | 16,237  |      |                  |                  |        |
| 2012年推計 |                |                  |         |      |                  |                  |        |

## 人口動態
シンハラ人とタミル人、ムーア人が混住している。タミル人の多くは、イギリス統治下の19世紀に紅茶のプランテーションの労働者としてやってきたインド・タミルである。

### 民族
| 民族               | 人口      | %       |
| ------------------ | --------- | ------- |
| シンハラ           | 1,687,199 | 65.94%  |
| インド・タミル     | 482,429   | 18.85%  |
| スリランカ・ムーア | 252,694   | 9.88%   |
| スリランカ・タミル | 128,263   | 5.01%   |
| バーガー           | 3,347     | 0.13%   |
| その他             | 4,784     | 0.19%   |
| 合計               | 2,558,716 | 100.00% |